# Heilige Dreifaltigkeit (Burgwallbach)

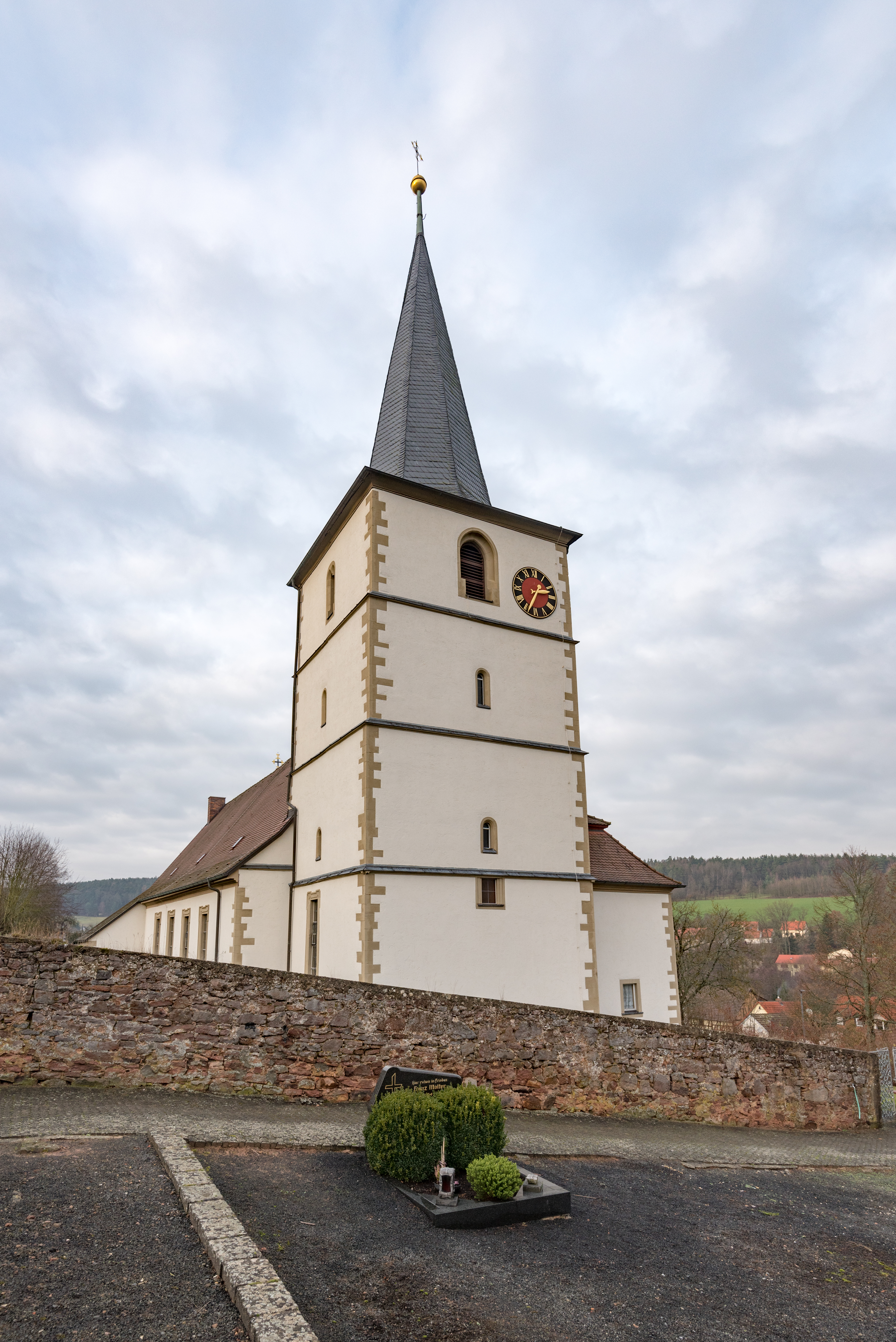
Heilige Dreifaltigkeit

Die Heilige Dreifaltigkeit ist eine römisch-katholische Pfarrkirche in Burgwallbach, einem Gemeindeteil von Schönau an der Brend im unterfränkischen Landkreis Rhön-Grabfeld in Bayern. Das denkmalgeschützte Bauwerk entstand im 16. Jahrhundert. Die Pfarrei gehört zur Pfarreiengemeinschaft Don Bosco am Salzforst (Hohenroth) im Dekanat Bad Neustadt des Bistums Würzburg.

## Beschreibung
Mit dem Bau der Saalkirche wurde 1570 begonnen, 1572 war sie fertiggestellt. Geweiht wurde sie aber erst am 17. Oktober 1613. Der mit einer achtseitigen, schiefergedeckten, spitzen Haube bedeckte Chorturm ist durch Stockwerkgesimse in vier Geschosse gegliedert, das oberste beherbergt die Turmuhr und den Glockenstuhl, in dem vier Kirchenglocken hängen. Die Sakristei wurde im 18. Jahrhundert angebaut. In den 1960er/1970er Jahren wurde das  Langhaus im Westen, dessen Fenster geohrt sind, mit zwei Anbauten versehen, wodurch eine breitere Fassade entstand. Zur Kirchenausstattung gehören der um 1740 gebaute Hochaltar, die Seitenaltäre von 1715 und das Taufbecken von 1752.